# Susanna Haavisto
Leena Susanna Haavisto-Tikka (Helsinki, 20 ottobre 1957) è un'attrice e cantante finlandese.

## Biografia
Nata nella capitale finlandese, Susanna Haavisto è diventata nota negli anni '70 come attrice nelle serie televisive Naapurilähiö, Elämänmeno e Soitinmenot. A partire dal decennio successivo ha iniziato a svolgere anche l'attività di cantante, che ha portato alla pubblicazione di più di dieci dischi (in particolare, il suo album del 2014, Tässä lässä, si è piazzato 21º nella top 50 finlandese), oltre a scrivere musica per altri cantanti, come Pentti Hietanen, Maarit Peltoniemi e Milana Mišić. Inoltre, è ambasciatrice di buona volontà per la Finlandia all'UNICEF.

## Filmografia

### Cinema
- Aidankaatajat eli heidän jälkeensä vedenpaisumus, regia di Olli Soinio (1982)
- Toto, regia di Suvi-Marja Korvenheimo (1982)
- Naimakauppoja, regia di Ritva Nuutinen (1985)
- Kuningas lähtee Ranskaan, regia di Anssi Mänttäri (1986)
- Ariel, regia di Aki Kaurismäki (1988)
- Anni tahtoo äidin, regia di Anssi Mänttäri (1989)
- Vääpeli Körmy ja marsalkan sauva, regia di Ere Kokkonen (1990)
- Mestari, regia di Anssi Mänttäri (1992)
- Ripa ruostuu, regia di Christian Lindblad (1993)
- Anita, regia di Peter Lindholm (1994)
- Kymmenen riivinrautaa, regia di Ere Kokkonen (2002)
- Aikuisten poika, regia di Juha Lehtola (2014)

### Televisione
- Irralliset eli Anna ja Vasili, regia di Veli-Matti Saikkonen – film TV (1968)
- Naapurilähiö – serie TV (1972-76)
- Oman onnensa seppä – serie TV (1978)
- Elämänmeno – serie TV (1978)
- Rauhanranta 12 – serie TV (1979-81)
- Prologi, regia di Janne Kuusi – cortometraggio (1980)
- Läpimurto, regia di Janne Kuusi – cortometraggio (1981)
- Aikalisä, regia di Hannu Kahakorpi – film TV (1981)
- Rauta-aika – miniserie TV (1982)
- Prinsessa Ruusunen, regia di Mirjam Himberg – film TV (1982)
- Mä oon mikä oon – serie TV (1983)
- Yön sankari, regia di Pamela Mandart – cortometraggio (1983)
- Vandrande skugga – serie TV (1984)
- Soitinmenot – serie TV (1985-87)
- Naimakauppoja, regia di Ritva Nuutinen – film TV (1985)
- Päätepysäkki, regia di Juha Karikoski – film TV (1986)
- Susikoira Roi – serie TV (1987)
- Rotta kotona, regia di Sina Kujansuu – film TV (1987)
- Mielisuosio – serie TV (1987)
- Joulupukki pulassa, regia di Ere Kokkonen – film TV (1988)
- Joulukalenteri – serie TV (1989)
- Mysteriet om det levende lig – serie TV (1992)
- Vääpeli Körmy ja marsalkan sauva – miniserie TV (1993)
- Viimeiset siemenperunat – serie TV (1993-94)
- Kohtaamiset ja erot – serie TV (1994-95)
- Jäähyväiset ilman suudelmia – miniserie TV (1995)
- Onnea vai menestystä – serie TV (1995)
- Pimeän hehku – serie TV (1996)
- Tunteen palo – serie TV (2000)
- Terveisiä PC:stä – film TV, regia di Mikko Koivusalo (2000)
- Kylmäverisesti sinun – serie TV (2000)
- Tummien vesien tulkit – serie TV (2002)
- Partanen, regia di Juha Koiranen – film TV (2003)
- BumtsiBum! – serie TV (2004)
- Varamummo – serie TV (2015)
- Syke – serie TV (2016)
- Rakkaus ja laki: Vanhempainrakkaus – serie TV (2017)
- Mielensäpahoittaja - ennen kaikki oli paremmin – miniserie TV (2019)
- Roba – serie TV (2019)

## Discografia

### Album
- 1984 - Laulusi elää, Brel! (con Saara Pakkasvirta, Harri Rantanen e Markku Riikonen)
- 1985 - Huomenna sinä tulet (con Esa Helasvuo)
- 1989 - Musiikkipullat
- 1992 - Miksi?
- 1994 - Peili
- 1995 - Silta (con Eija Ahvo)
- 2002 - Kadonnut tie
- 2009 - Pakko saada laulaa - Edith Piaf
- 2014 - Tässä lässä
- 2016 - Maailman ihanin tyttö

### Raccolte
- 2002 - 20 suosikkia - Kanssasi on niin hyvä olla
- 2006 - Tähtisarja – 30 suosikkia

### Singoli
- 1988 - Joulupukki pulassa (con Eija Ahvo)
- 1992 - Kanssasi on niin hyvä olla/Miksi?
- 1992 - Odotusta Pariisissa/Robin Hood
- 1994 - Paperiperhonen/Jääsirpaleet
- 2001 - Sinut maalasin
- 2002 - Ystävät (con Eija Ahvo)
- 2014 - Aava vasta kun olet 40 v.